# Lindau (Eichsfeld)
Lindau (ⓘ) ist ein in Südniedersachsen liegender Flecken mit rund 1700 Einwohnern. Er gehört der Gemeinde Katlenburg-Lindau an und liegt – als einziger Ort im Landkreis Northeim – im Untereichsfeld. Bis 1972 gehörte die bis dahin selbständige Gemeinde Lindau dem ehemaligen Landkreis Duderstadt an.
Zu den besonderen historischen Bauten des Ortes zählt das Mushaus Lindau, das Teil einer mittelalterlichen Burg war.

## Geografie

### Lage
Lindau liegt ungefähr 10 km südöstlich von Northeim an der Bundesstraße B 247. Die Ortslage erstreckt sich über die Flussauen von Rhume und Oder auf einer Höhenlage von ca. 145 m ü. NHN. Kleinere Erhebungen sind im Südwesten der Schornberg (218 m) und im Westen der Lindauer Wald (208 m).

### Nachbarorte
| Wachenhausen |                                             | Katlenburg      |
|              | Kompassrose, die auf Nachbargemeinden zeigt | Wulften am Harz |
| Gillersheim  |                                             | Bilshausen      |

## Geschichte

### Frühgeschichte
Im Verlaufe des 20. Jahrhunderts wurden einige Funde gemacht, die auf eine frühere Besiedlung Lindaus hinweisen. So fand sich im Jahre 1938 auf dem Lindauer Schulhof eine Pfeilspitze aus prähistorischer Zeit. Spätere Forschungen ergaben jedoch, dass die ca. 8000 Jahre alte Spitze aus den USA stammen muss. Wie sie nach Lindau kam, ist nie geklärt worden.
An den Hängen des Lindauer Klingenberges ließen sich Faustkeile und weitere Kleingeräte aus der Alters- und Mittelsteinzeit finden. Klingen aus Feuerstein fanden sich am Klingenberg sowie am Hang Am Brande und im Bereich der Mordmühle. Diese Funde weisen auf eine menschliche Anwesenheit vor ungefähr 10.000 Jahren.
Gefundene Keramikfragmente stammen wohl aus der vorrömischen Eisenzeit (800 v. Chr. bis Christi Geburt).

### Mittelalter
Lindau wurde 1184 erstmals mit Werenherus de Lindaw urkundlich erwähnt. In unmittelbarer Nähe des heutigen Lindaus werden mit Meginwardeshusen und Tappenhusen zwei heute nicht mehr existente Dörfer (Wüstungen) vermutet.

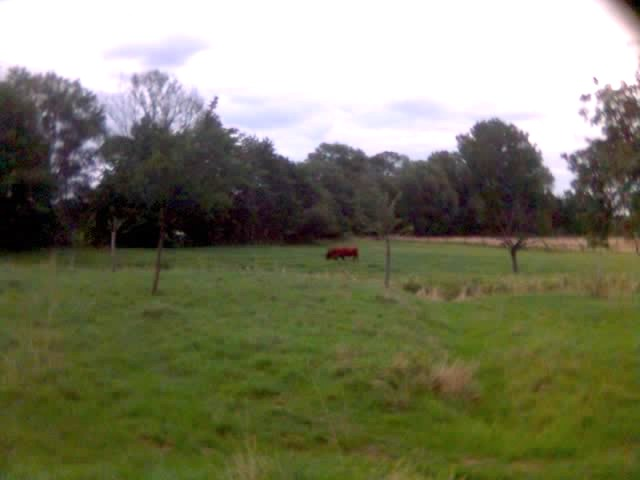
Auf diesem Feld hat sich vermutlich die alte Burg befunden

Die neue Lindauer Burg, von der heute einzig das Mushaus noch besteht, wurde im 14. Jahrhundert errichtet. Doch schon vorher besaß Lindau eine Burg, die sich an einer Senke östlich der Rhumebrücke am Ortsausgang nach Gillersheim befunden haben könnte. Dort wird eine Wasserburg vermutet, die im 12. und 13. Jahrhundert bestand. Der genaue Standpunkt der alten Lindauer Burg ist umstritten. Gegenüber dem Gelände erinnert der Flurname „Burgwall“ an die Burg.

### Reformation bis zum Siebenjährigen Krieg
Während der Reformation hatte Lindau dem Kurfürsten und Erzbischof von Mainz unterstanden und die Bevölkerung war katholischen Glaubens. Nach der Reformation änderte sich dies unter dem Einfluss des Hardenberg'schen Adelsgeschlechtes vorübergehend, so dass im Jahre 1558 die Mehrzahl der Bevölkerung protestantisch war. Noch zu Beginn des 17. Jahrhunderts herrschte in Lindau der Protestantismus vor. Erst als repressive Maßnahmen gegen die noch verbliebenen Protestanten eingeführt worden waren, kehrte der Ort allmählich zum Katholizismus zurück.
Im Dreißigjährigen Krieg (1618–1648) wurden unter der Führung des Herzogs Christian (genannt: „der Tolle“) von Braunschweig weite Teile des Eichsfeldes vernichtet. Am 25. April 1626 wurde Lindau zerstört, selbst die Kirche war verwüstet worden, so dass sie sich nur noch notdürftig wiederherrichten ließ und 1758 abgetragen und durch die heutige St. Peter und Paul ersetzt wurde. Einzig das Mushaus hatte die Vernichtung überstanden.
Während des Siebenjährigen Krieges (1756–1763) blieb Lindau eine erneute Zerstörung erspart.

### Kurmainzische Herrschaft (1434/1523–1802)
Zusammen mit dem Eichsfeld hatte sich Lindau seit 1523 vollständig unter der Herrschaft des Mainzer Erzbistums befunden. Da Hardenberg'scher Adel lange Zeit einen sehr hohen Einfluss in Lindau gehabt hatte, setzte das Erzbistum keine Angehörigen der Hardenberger mehr als Amtmänner ein. Der politische Einfluss konnte somit zurückgedrängt werden.

### Preußische Herrschaft (1802–1806)
Die Teilnahme des Mainzer Kurfürsten an den Kriegen zur Niederschlagung der Französischen Revolution überstand der Kurstaat nicht. Somit wurde das gesamte Eichsfeld im Jahre 1802, im Vorgriff auf die Regelungen des Reichsdeputationshauptschlusses vom Februar 1803, von Preußen in Besitz genommen. Die erste Epoche preußische Herrschaft war nur von kurzer Dauer sein, da Preußen wurde im Oktober 1806 in der Schlacht bei Jena und Auerstedt vernichtend geschlagen wurde. Das Eichsfeld geriet danach in französischen Besitz.

### Königreich Westphalen (1807–1813)

Die deutschen Gebiete mitsamt dem Königreich Westphalen

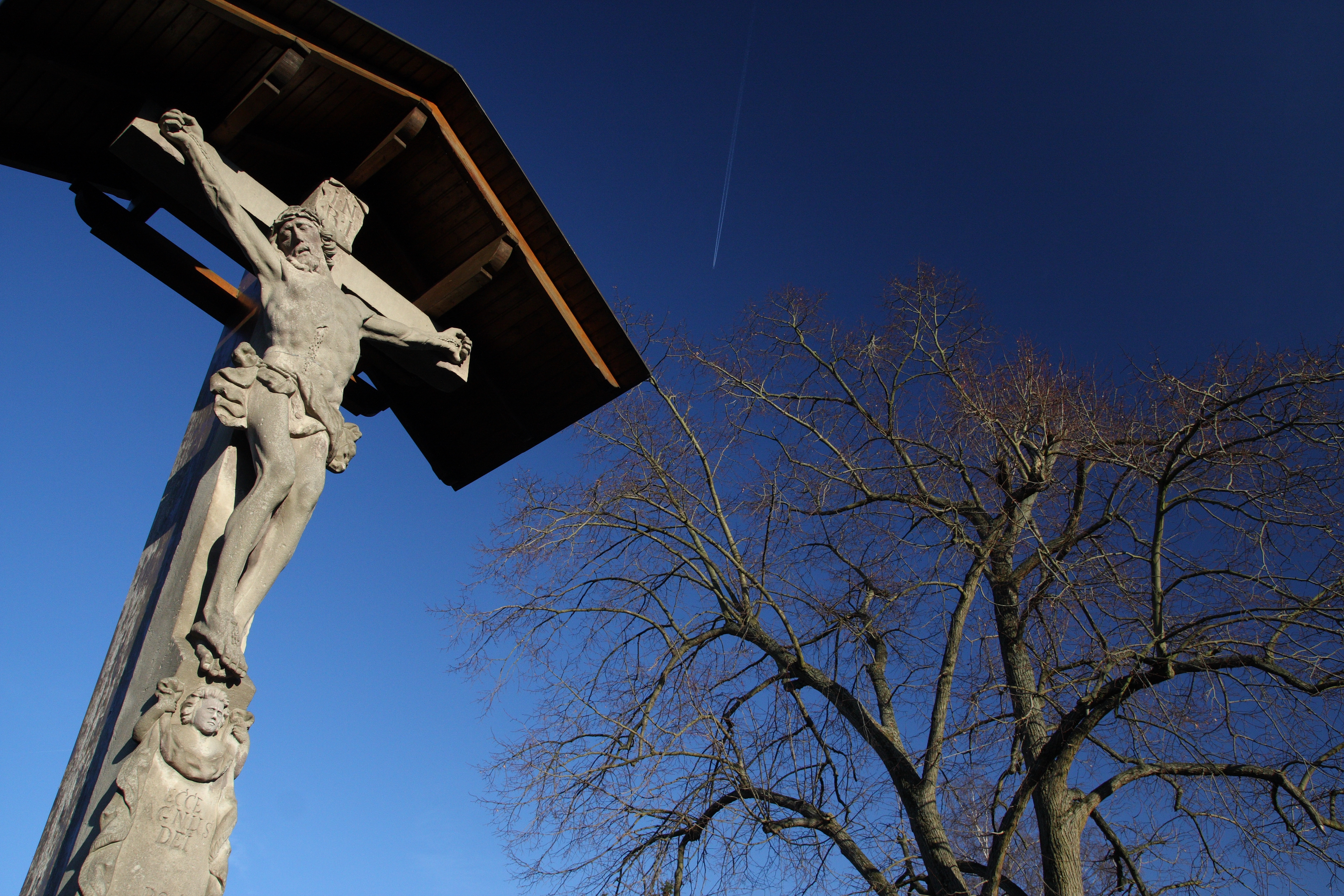
Kreuz auf dem Friedhof

1807 wurde vom französischen Kaiser Napoléon I. das Königreich Westphalen gegründet. Als König setzte Napoléon seinen jüngeren Bruder, Jérôme Bonaparte, ein. Das von ihm regierte Königreich umfasste unter anderem das Eichsfeld. Es wurde dem Departement des Harzes zugeteilt und Lindau als einziger Ort des Eichsfeldes dem Distrikt Osterode. Innerhalb dieses Distriktes bildete Lindau mit Wulften, Berka, Hattorf und Dorste den Kanton Lindau. Die neue Verwaltung war eine für damalige Verhältnisse äußert moderne und effiziente Einrichtung.
Die napoleonischen Kriege, an denen das Königreich Westphalen teilnahm, ließen es ausbluten und brachten auch für Lindau Hungersnöte. Im Frühjahr 1813 gelang es einem preußischen Freikorps die westfälischen Truppen aus dem Eichsfeld zu vertreiben, dem sich die Eichsfelder anschlossen.
Es folgte eine zweite, jedoch kurze Epoche unter preußischer Herrschaft. Lindau musste, wie die übrigen preußischen Gebiete, große Mengen an Sachgütern und Naturalien abliefern und hatte, wie der Rest des Eichsfeldes, die Pflicht ein großes Soldatenkontingent zu stellen. Erst mit dem Wiener Kongress verbesserte sich die Lage in Lindau.

### Wiener Kongress bis Erster Weltkrieg (1815–1918)
29 Ortschaften des Untereichsfeldes kamen zum Königreich Hannover, auch Lindau, das im Zuge von Verwaltungsreformen an Bedeutung verlor. Das alte Amt Lindau wurde nicht wiederhergestellt, stattdessen ein Amt Gieboldehausen-Lindau, welches Gieboldehausen zum Verwaltungssitz hatte. Im Jahre 1832 erfolgte schließlich die Zusammenlegung des Amtes Katlenburg mit dem ehemaligen Amt Lindau zum neuen Amt Catlenburg-Lindau.
Bei der Märzrevolution des Jahres 1848 zogen in Lindau junge Leute mit schwarz-rot-goldenen Fahnen durch die Ortschaft, um Gleichheit und Freiheit zu fordern.
Eine Justizreform im Königreich Hannover führte dazu, dass Lindau 1852 ein Amtsgericht bekam, das 1859 in der zweiten hannoverschen Verwaltungsreform wieder aufgelöst wurde. Das funktionslos gewordene Lindauer Amtshaus wurde 1872 für 10.000 Taler vom Lindauer Industriellen August Greve als Wohnsitz erworben.

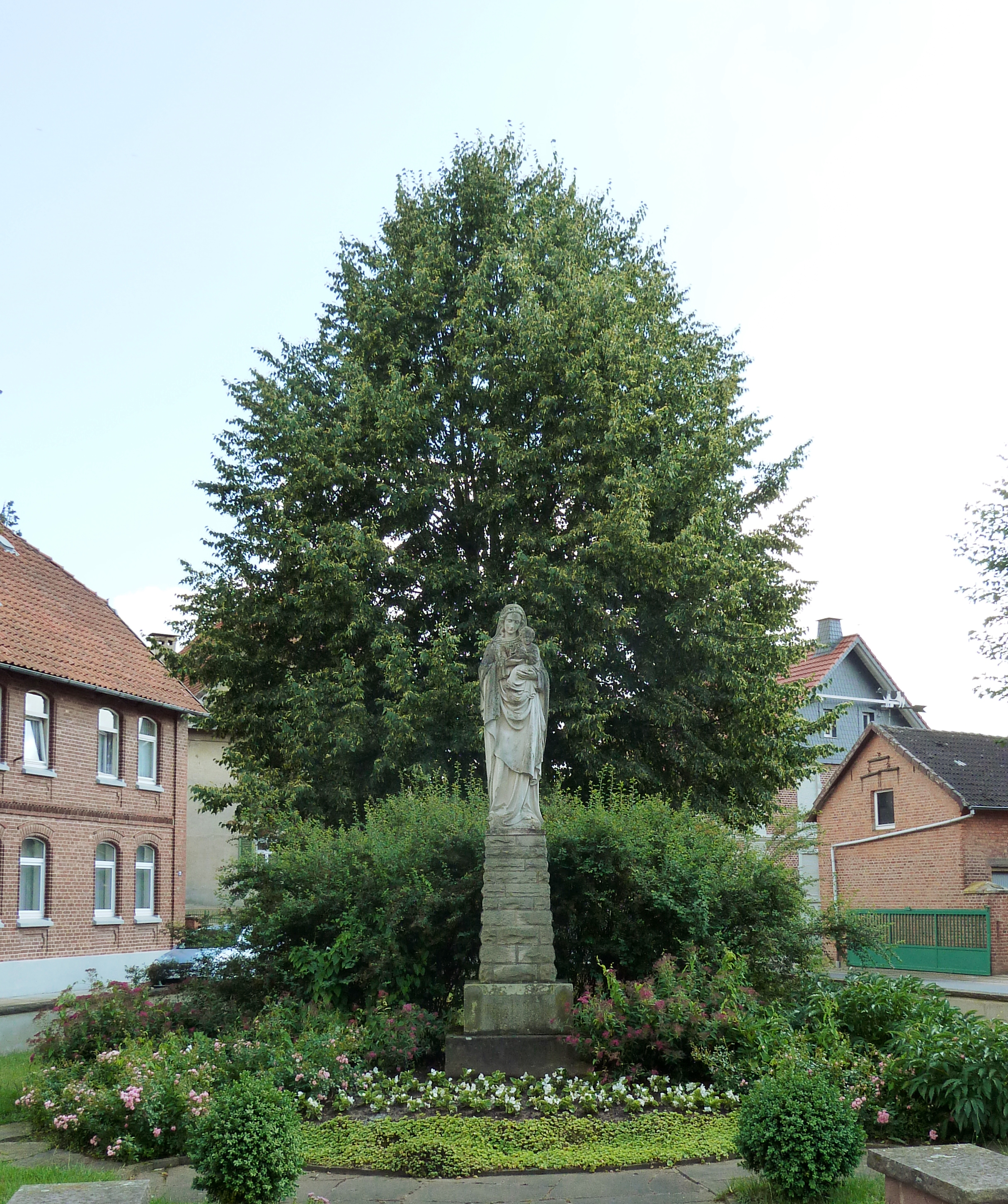
Mariendenkmal für die Feuerkatastrophe von 1911

In erneuter Verwaltungsreform kam Lindau zum neugeschaffenen Landkreis Duderstadt mit Duderstadt als Verwaltungssitz. Im Laufe des 19. Jahrhunderts verlor die Stadt gegenüber dem wirtschaftlich florierenden Northeim an Bedeutung.
Am Nachmittag des 15. April 1911 – ein Karsamstag – kam es in Lindau zum größten und verheerendsten Brand im Ort. Als Reaktion auf diesen Brand gründeten Lindauer Bürger noch im selben Jahr die Freiwillige Feuerwehr Lindau. Im 19. Jahrhundert nahm die wirtschaftliche Bedeutung Lindaus durch die Ansiedlung der Jutespinnerei Greve (1872) und durch die Herstellung von Brauereipech zu.

### Weimarer Republik (1918–1933)

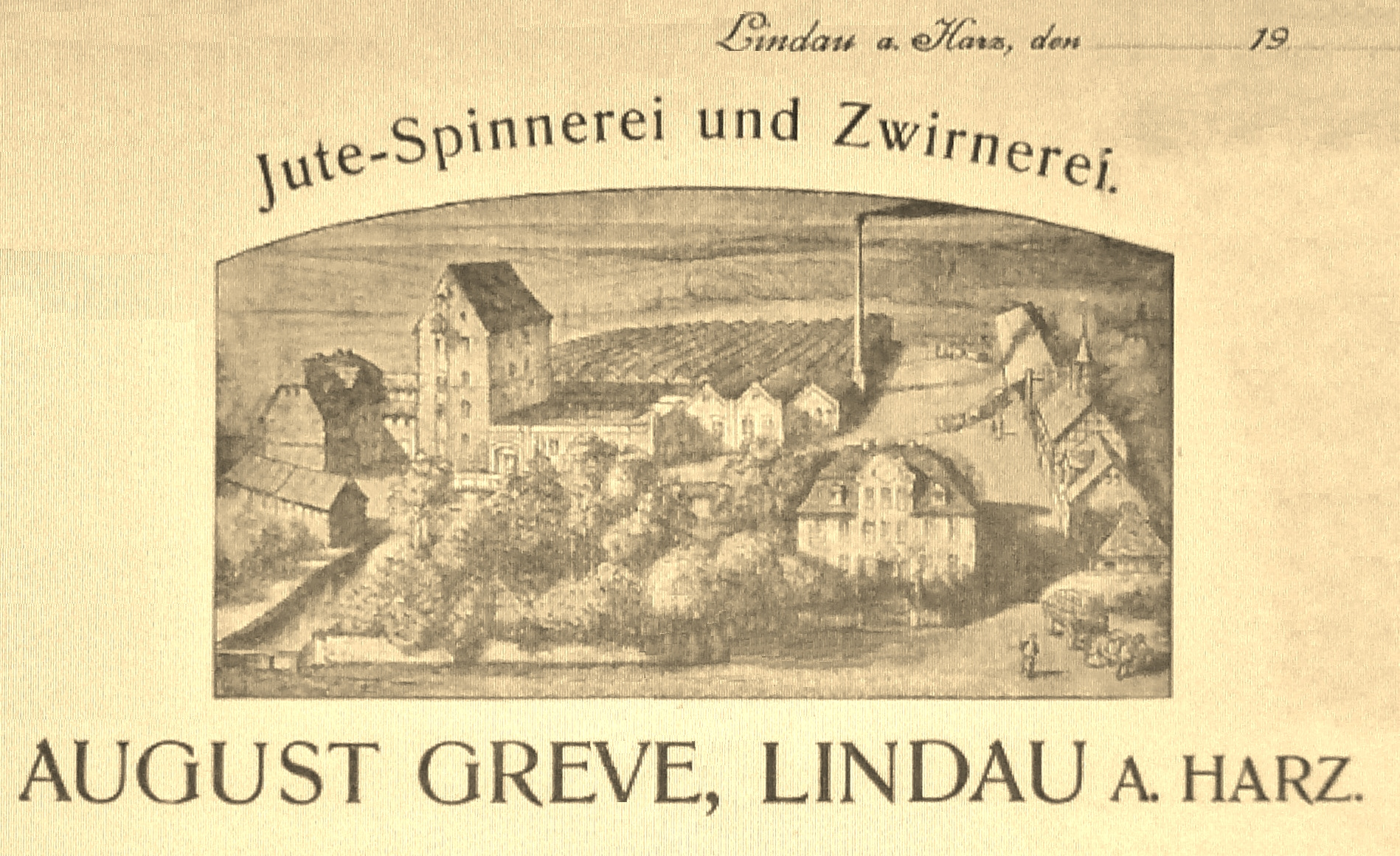
Die Grevesche Jutespinnerei war ein wichtiger Wirtschaftsfaktor

Seit dem 17. Jahrhundert bestand Lindau wieder überwiegend aus Katholiken. Einer Volkszählung aus dem Jahre 1934 zufolge gab es 1487 Einwohner, von denen 85,5 % katholischen Glaubens und lediglich 14,5 % evangelisch waren. Jüdische Einwohner gab es zu dieser Zeit in Lindau nicht mehr. 1920 errang die Zentrumspartei 69,8 % der abgegebenen Stimmen bei der Reichstagswahl. Während die SPD bei den Reichstagswahlen von 1920 10 % der abgegebenen Stimmen bekommen hatte, schaffte es die deutlich sozialistischere USPD auf 11,4 %.
Der Einfluss der Nationalsozialisten war in Lindau anfangs gering mit 0,3 % im Jahr 1928. 1932 schaffte es die NSDAP auf 21,9 % und wurde damit hinter dem Zentrum zweitstärkste Kraft in Lindau.

### Erste Jahre des Nationalsozialismus (1933–1939)
Zunächst blieb die Lindauer Bevölkerung gegenüber den neuen Machthabern skeptisch. Nach dem Konkordat zwischen dem Deutschen Reich und dem Vatikan fühlten sich jedoch viele Katholiken, die dem Nationalsozialismus vorher immer skeptisch gegenüberstanden, ermutigt, der NSDAP beizutreten. Zudem gründete sich in Lindau die NS-Frauenschaft. Nach und nach wurde der Nationalsozialismus auch unter Katholiken salonfähig.
Im Mai 1933 wurde Heinrich Leinemann vom Oberpräsidenten in Hannover zum ersten nationalsozialistischen Bürgermeister ernannt.

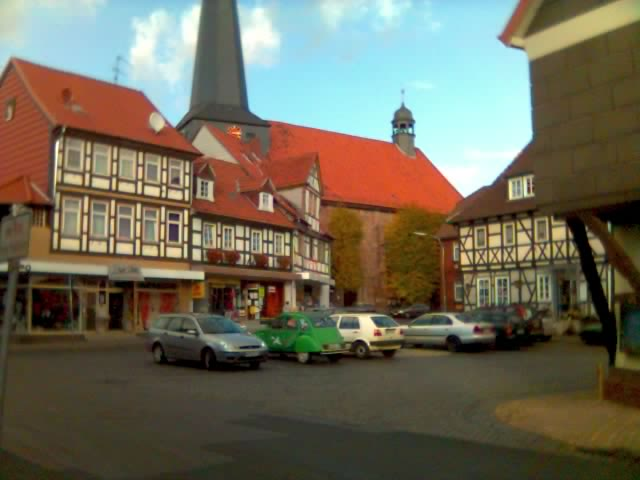
Marktplatz mit St. Peter und Paul im Hintergrund

Arbeitsbeschaffungsmaßnahmen führten in Lindau dazu, dass neue Straßen u. Ä. gebaut und mehr Menschen beschäftigt wurden. Unter anderem wurde 1938 der Marktplatz gepflastert, der als Bühne für viele politische Kundgebungen benutzt wurde.
Die Wirtschaft florierte, die Bindfadenfabrik Greve z. B. bekam von der Wehrmacht viele Aufträge. Der Aufschwung lässt sich nachträglich mit den Vorbereitungen für den Zweiten Weltkrieg erklären.

### Zweiter Weltkrieg (1939–1945)
Bei Flugzeugabstürzen über Lindau kamen z. B. 1945 eine Gruppe von kanadischen Luftwaffensoldaten ums Leben. Während des Krieges kamen viele Kriegsgefangene nach Lindau. Es waren unter anderem Franzosen und Polen, die zum Teil in der Landwirtschaft eingesetzt wurden.
Im Zweiten Weltkrieg fielen 111 Soldaten aus Lindau oder sie gelten als vermisst. Die Zahl ist fast doppelt so hoch wie die der gefallenen Lindauer Soldaten im Ersten Weltkrieg.

### Nachkriegszeit (1945–1949)

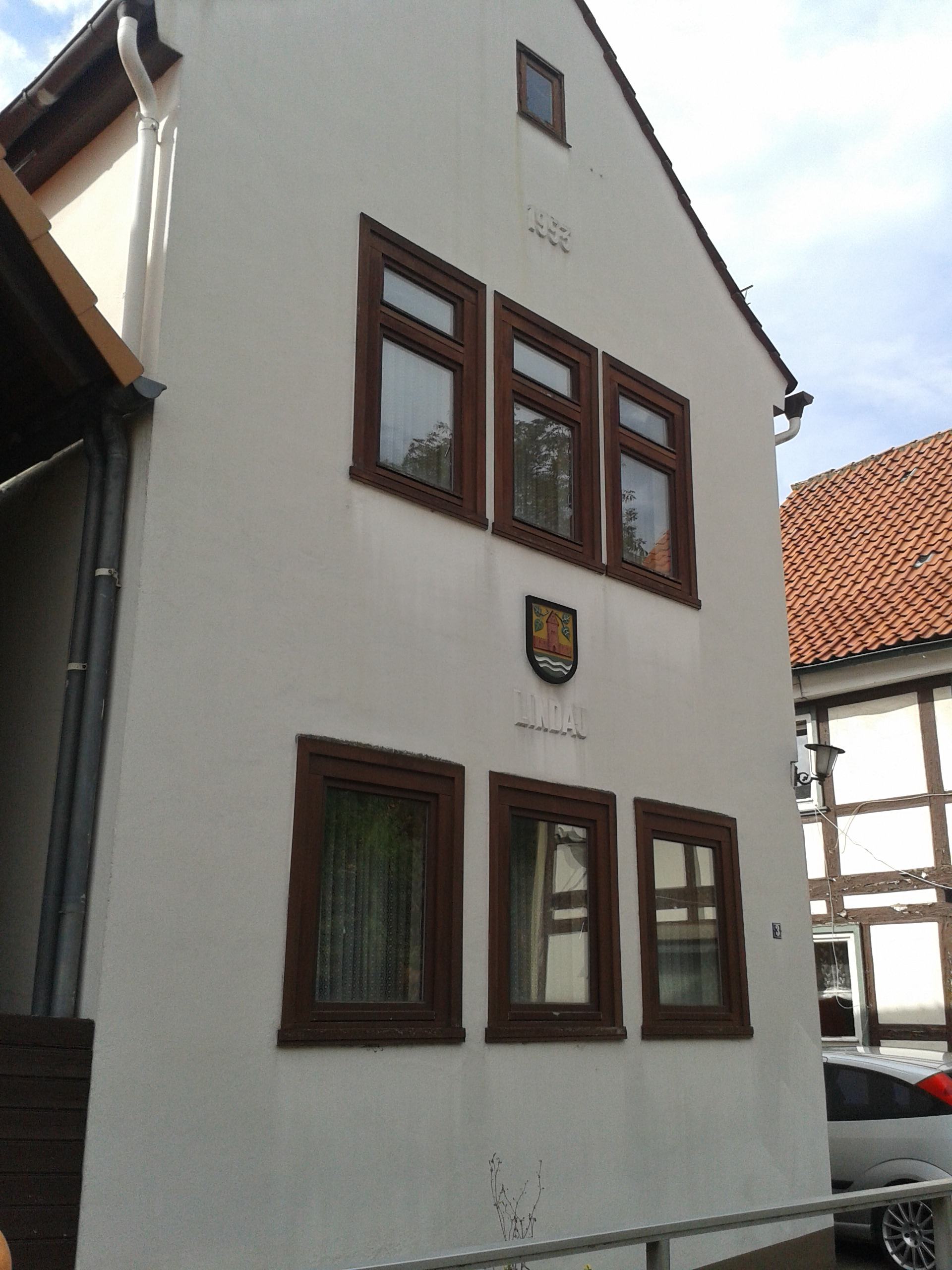
Ehemalige Gemeindeverwaltung

Nach der Befreiung des Ortes durch amerikanischen Soldaten rückten im Juni 1945 ungefähr 200 britische Soldaten in Lindau ein und blieben bis 1946. Zwischen den britische Besatzungssoldaten und der Lindauer Bevölkerung bestanden, nachdem das Fraternisierungsverbot aufgehoben war, gute Beziehungen.
Problematisch für den Ort war die hohe Anzahl von Flüchtlingen aus den deutschen Großstädten und der Mangel an Nahrung, Unterkunft und Beschäftigung. Die Zahl der Flüchtlinge wuchs stetig an, so dass die Einwohnerzahl schließlich sogar auf 2400 stieg.

### Seit 1949
Nach dem Zweiten Weltkrieg bekam Lindau nördlich der Bundesstraße ein Neubaugebiet und die Infrastruktur wurde verbessert.
Im Jahre 1957 erhielt der Ort eine Mehrzweckhalle, die an der Schützenallee gebaut wurde und  2006 umfangreich renoviert wurde. Wenige Meter davor wurde 1965 eine neue, größere Volksschule errichtet, die heute als Haupt- und Realschule dient. Auch ein neuer, moderner Kindergarten war 1969 erbaut worden. Er befindet sich bis heute in katholischer Hand. In dieser Zeit bekam Lindau auch einen eigenen Sportplatz, der damals 62.000 DM gekostet hatte. Ein neues Feuerwehrhaus wurde 1971 gebaut sowie Straßen asphaltiert und mit moderner Beleuchtung ausgestattet.
Seit 1966 unterhält Lindau eine Partnerschaft mit dem süddeutschen Ort Binau. Seit 1975 existiert in Binau eine „Lindauer Straße“ und seit 1978 in Lindau eine „Binauer Straße“.

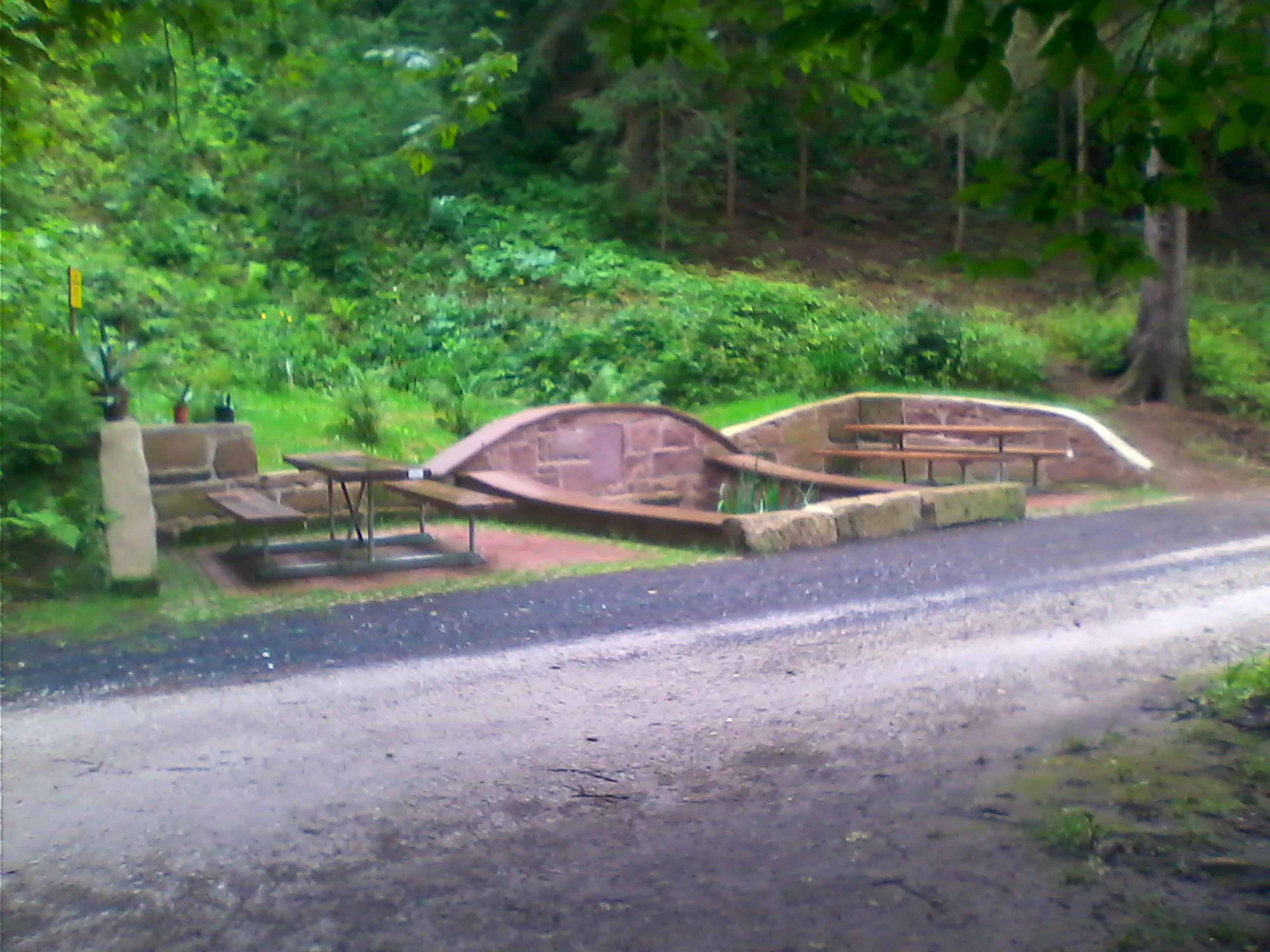
Klingenberg-Quelle

Im Zuge der niedersächsischen Gebiets- und Verwaltungsreform wurde der Landkreis Duderstadt aufgelöst und Lindau 1. Januar 1973 als einziger Ort dem Landkreis Northeim angegliedert.
Den Status einer Gemeinde verlor Lindau am 1. März 1974. Zusammen mit sechs weiteren Ortschaften wurde die Gemeinde Katlenburg-Lindau gegründet. Über den neuen Namen der Gemeinde war lange gestritten worden, auch darüber, ob man nicht vielleicht mit Wulften oder Bilshausen zusammenarbeiten sollte. Beim Namen setzte sich der heute noch bestehende Name gegen das von Lindau bevorzugte Lindau-Katlenburg durch. Katlenburg wurde Verwaltungssitz.
Erst 1983 bekam Lindau eine Erdgasanbindung. Da die Kreisstraße nach Gillersheim neu ausgebaut wurde, verlegte man unter sie die entsprechenden Rohre. Im selben Jahr wurden die umfangreichen Renovierungsmaßnahmen an der Kirche St. Peter und Paul abgeschlossen. Die Arbeiten haben sieben Jahre gedauert und allein die Erneuerung der Orgel hatte 100.000 DM gekostet.
Seit 1985 besitzt Lindau eine große Sporthalle mit einer Tribüne für 250 Zuschauer. Die Kosten hierfür beliefen sich auf 2 Millionen DM.
Der 1872 von der Firma Greve zur Energiegewinnung geschaffene Mühlengraben am Mushaus wurde 1984 zugeschüttet. Das alte Brückengeländer ist heute das einzige, das noch an den damaligen Fluss erinnert.
1987 wurde vom Landkreis Northeim in Lindau das „Zentrum für Innovation“ in Nachbarschaft zum Max-Planck-Institut geschaffen. Es soll High-Tech-Firmen kostengünstige Produktionsräume anbieten.
In den Jahren 1946, 1947, 1981 und 1994 wurde Lindau von schweren Überschwemmungen der Rhume heimgesucht, die großen Schaden anrichteten. Der seit 1995 existierende Hochwasserdamm verhinderte bis heute ähnlich gravierende Überschwemmungen.
Im Juni 2011 beschloss der Ortsrat von Lindau einstimmig einen Antrag der SPD die im Zuge der Verwaltungsreform von 1974 weggefallene Bezeichnung Flecken Lindau wieder einzuführen. Seit dem 14. November 2011 ist Lindau wieder offiziell ein Flecken.
Im Juli 2011 wurde die Klingenberg-Quelle von Lindauer Bürgern umfangreich hergerichtet. An der Einweihung nahmen über 200 Personen teil.

### Flugzeugabsturz über Lindau
Medial bekannt wurde Lindau durch einen Flugzeugabsturz am 29. Oktober 1979. Dabei stürzte um 17:07 Uhr ein US-Aufklärer vom Typ „Grumman Mohawk“ auf das Grundstück eines Landwirtes an der Bundesstraße 247 nach Bilshausen ab und setzte die Stallungen in Brand. Es entstand ein Sachschaden von 500.000 DM. Beide Piloten konnten sich mit dem Schleudersitz retten. Später stellte sich heraus, dass es den beiden Piloten gelungen war, den Absturz von der dichtbesiedelten Ortslage Lindaus fernzuhalten, womit eine Katastrophe größeren Ausmaßes verhindert wurde.

### Einwohnerentwicklung
| Jahr | Einwohner | Quelle |
| ---- | --------- | ------ |
| 1815 | 1107      |        |
| 1824 | 000–0 ¹   | [ 5 ]  |
| 1848 | 01454 ²   | [ 6 ]  |
| 1885 | 1434      | [ 7 ]  |
| 1905 | 1330      |        |
| 1910 | 1219      | [ 8 ]  |
| 1921 | 1365      |        |
| 1925 | 1387      | [ 7 ]  |
| 1933 | 1456      | [ 7 ]  |
| 1934 | 1487      |        |
| 1939 | 1580      | [ 7 ]  |
| 1946 | 2456      |        |

| Jahr | Einwohner | Quelle |
| ---- | --------- | ------ |
| 1950 | 2342      | [ 9 ]  |
| 1960 | 2136      |        |
| 1973 | 2022      | [ 10 ] |
| 1978 | 2014      |        |
| 1994 | 1985      |        |
| 2006 | 1846      |        |
| 2009 | 1852      |        |
| 2010 | 1826      |        |
| 2012 | 1744      |        |
| 2014 | 1712      |        |
| 2015 | 1691      |        |
| 2018 | 1716      |        |

¹ 194 Feuerstellen

² in 250 Wohngebäuden
Im Laufe der Jahre schwankte die Größe der Lindauer Bevölkerung beträchtlich. Auffallend hoch war die Zahl der Einwohner in der Zeit unmittelbar nach dem Zweiten Weltkrieg, was sich aber mit der Tatsache erklären lässt, dass sich unter den 2456 Einwohnern im Jahre 1946 861 Flüchtlinge befanden. Dies ist ein Phänomen, das sich nicht nur in Lindau beobachten ließ. Bedingt durch die Zonenrandlage wurden mehrere Dörfer und Städte im heutigen Südniedersachsen zu „Auffanglagern“ für Flüchtlinge, die entweder in den ehemals deutschen Gebieten östlich der Oder ihre Heimat verloren hatten oder vor den sowjetischen Besatzern in den heutigen ostdeutschen Bundesländern geflohen sind. Ein Teil bestand jedoch auch aus ehemaligen Zwangsarbeitern. Seit den 2010er Jahren sinkt die Zahl der Einwohner deutlich und nähert sich aktuell dem Stand der Vorkriegszeit an.

## Politik

### Ortsrat
Der Ortsrat von Lindau setzt sich aus 11 Ratsmitgliedern der folgenden Parteien zusammen:
| Sitzverteilung im Ortsrat 2021Insgesamt 11 Sitze - SPD: 4 - CDU: 7 |

### Ortsbürgermeister
- Ortsbürgermeister: Rainer Schmidt (CDU)
- 1. stellv. Ortsbürgermeister: Siegfried Gardt (SPD)
- 2. stellv. Ortsbürgermeister: Fabian Rümke (CDU)

(Quelle:)
Chronik der Bürger- bzw. Ortsbürgermeister
| Zeitraum  | Name               | Partei    |
| --------- | ------------------ | --------- |
| 1919–1926 | Johannes Monecke   | Zentrum   |
| 1926      | Georg Barkefeld    | Zentrum   |
| 1927–1933 | Johannes Hellmann  | Zentrum   |
| 1933–1939 | Heinrich Leinemann | NSDAP     |
| 1939–1945 | Joseph Wagener     | NSDAP     |
| 1945      | Anton Freyberg     | parteilos |
| 1945–1946 | Heinrich Hahn      | parteilos |
| 1946–1952 | August Linnekuhl   | CDU       |
| 1952–1956 | Theodor Fahlbusch  | CDU       |
| 1956–1958 | Johannes Wandt     | CDU       |

| Zeitraum  | Name                 | Partei |
| --------- | -------------------- | ------ |
| 1958–1968 | Paul Brandfaß        | CDU    |
| 1968–1972 | Helmut Krüger        | SPD    |
| 1972–1976 | Hans-Gerhard Strüder | CDU    |
| 1976–1991 | Horst Waßmann        | CDU    |
| 1991–1994 | Hubert Kopp          | CDU    |
| 1994–1996 | Werner Brandfaß      | CDU    |
| 1996–2001 | Horst Waßmann        | CDU    |
| 2001–2016 | Heinrich Schmidt     | CDU    |
| seit 2016 | Rainer Schmidt       | CDU    |

### Wappen
| Wappen von Lindau | Blasonierung: „Über grünem Schildfuß, darin zwei durchgehende silberne Wellenleisten, in Gold ein roter Turm mit hohem Giebeldach, beiderseits anschließend ein Stück einer roten Zinnenmauer; in den Oberecken schwebend je ein zweiblättriger grüner Lindenzweig.“ |
| Wappen von Lindau | Wappenbegründung: Klemens Stadler meint hierzu in seinem Buch: „Die Erzbischöfe von Mainz erwarben 1434 und 1521 diesen nördlichsten Punkt ihres Territoriums. In dem Fleckenwappen, das 1951 der Minister des Innern genehmigte, ist die Hauptfigur die alte Wasserburg, die 1322 vom Hildesheimer Bischof anstelle einer älteren Burg der Edelherren von Plesse errichtet wurde und deren wesentliche Teile noch erhalten sind. Die Lindenzweige weisen auf die unter Naturschutz stehende Linde und gleichzeitig auf den Ortsnamen hin. Dessen zweiter Teil wird durch die Farbe Grün verdeutlicht. Die Flüsse Rhume und Steinlake, von denen Lindau umflossen wird, versinnbildlichen die Wellenleisten im Schildfuß.“ |

### Partnerschaft
- Binau, Gemeinde in Baden-Württemberg (Deutschland), seit 1966

## Kultur und Sehenswürdigkeiten
In der Liste der Baudenkmale in Katlenburg-Lindau sind für Lindau 14 Baudenkmale aufgeführt.

### Das Mushaus

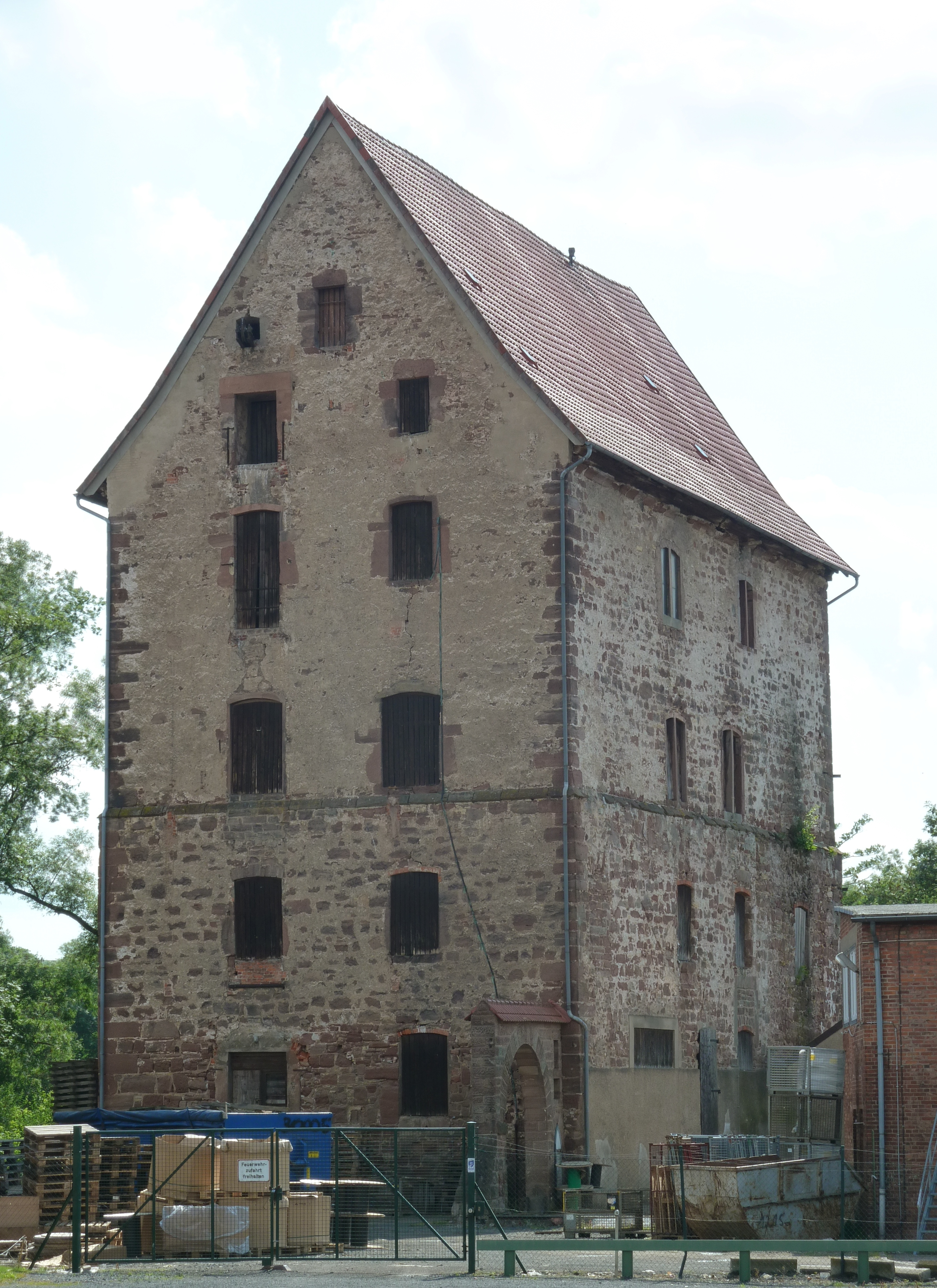
Mushaus

Um 1322 errichtete der Hildesheimer Bischof Otto II. auf dem Burgbezirk das Mushaus, heute das älteste Gebäude der Gemeinde Katlenburg-Lindau, in dem bis 1741 die Lindauer Amtsverwaltung untergebracht war. Eine Urkunde aus demselben Jahr gibt dabei an, dass Gottschalk und Hermann, Edelherren von Plesse, Otto II. das Dorf mitsamt dem Schloss, Patronatsrecht, Vogtei und Leuten verkauft hatten. Die Summe soll dabei mindestens 1400 löthige Mark betragen haben. Ein Jahr später unterstellen die Edelherren zu Plesse ihren Lehnsleute unter der Hoheit des Hildesheimer Bischofs.
Das hochgebaute, von weitem sichtbare Mushaus findet sich seit 1951 auf dem Wappen der Ortschaft Lindau. Die Bezeichnung „Mushaus“ (auch „Mußhaus“ geschrieben) leitet sich von der Ablieferung von Bauern gegenüber ihrem Herren ab (von Mittelhochdeutsch mute, für Maut, Zoll, Mautstelle). In einer Chronik wird das Lindauer Gebäude auch mit dem lateinischen Wort palacium (Palas, Haus des Herrschers) bezeichnet.
Nach 1322 brachte der Hildesheimer Bischof Otto II. sich in den Besitz der damals schon vor diesem Gebäude bestehenden Burg Lindau. In dieser Zeit ist wohl mit dem Bau begonnen worden, ein genaues Datum lässt sich nicht ermitteln. Dass Mushaus überdauerte die vielen Jahrhunderte vermutlich aufgrund der mehrere Meter dicken Mauern, die kaum zu zerstören sind.
In den 1870er Jahren kaufte der Lindauer Fabrikbesitzer August Grewe das Gebäude und nutzte es für seine Arbeiter. Im Jahre 1978 wurden die Fenster des Mushauses durch Holzluken verschlossen und das Dach renoviert. Heute steht das Mushaus leer und hat keine Nutzung. Es gilt als eines der ältesten, voll erhaltenen Profanbauten in Niedersachsen.
Alten Urkunden zufolge befanden sich in unmittelbarer Nähe des Mushauses noch weitere Gebäude, die zusammen die Lindauer Burg bildeten. Die weiteren Bauwerke wurden vermutlich im Dreißigjährigen Krieg zerstört.
Es ist anzunehmen, dass es für die Lindauer Burg und das Mushaus eine Vorläuferanlage südöstlich der Rhumebrücke gab. Noch heute erkennt man dort schwache Spuren im Gelände, die bisher nicht erforscht worden sind.

### Katholische Kirche Sankt Peter und Paul

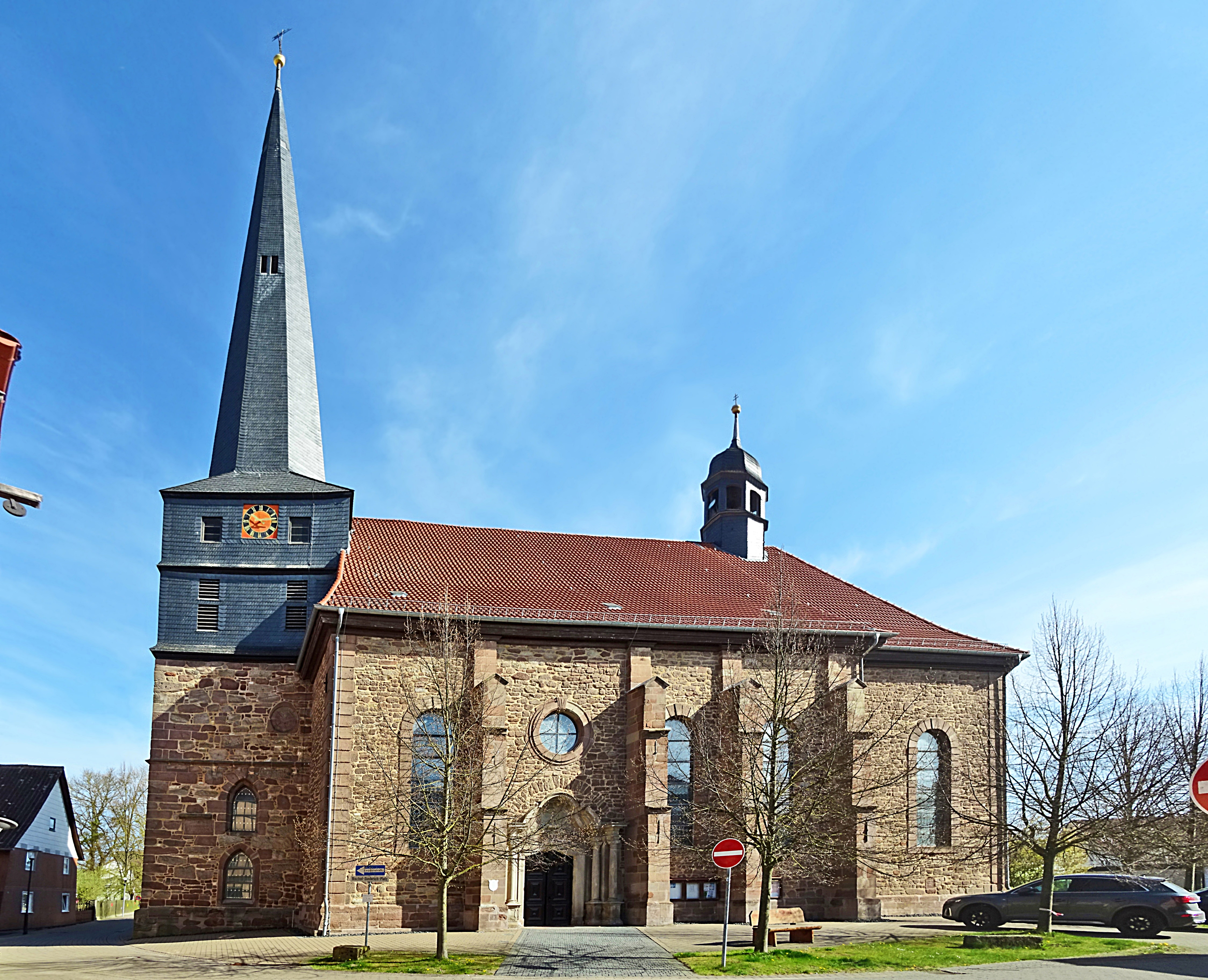
Sankt-Peter-und-Paul-Kirche

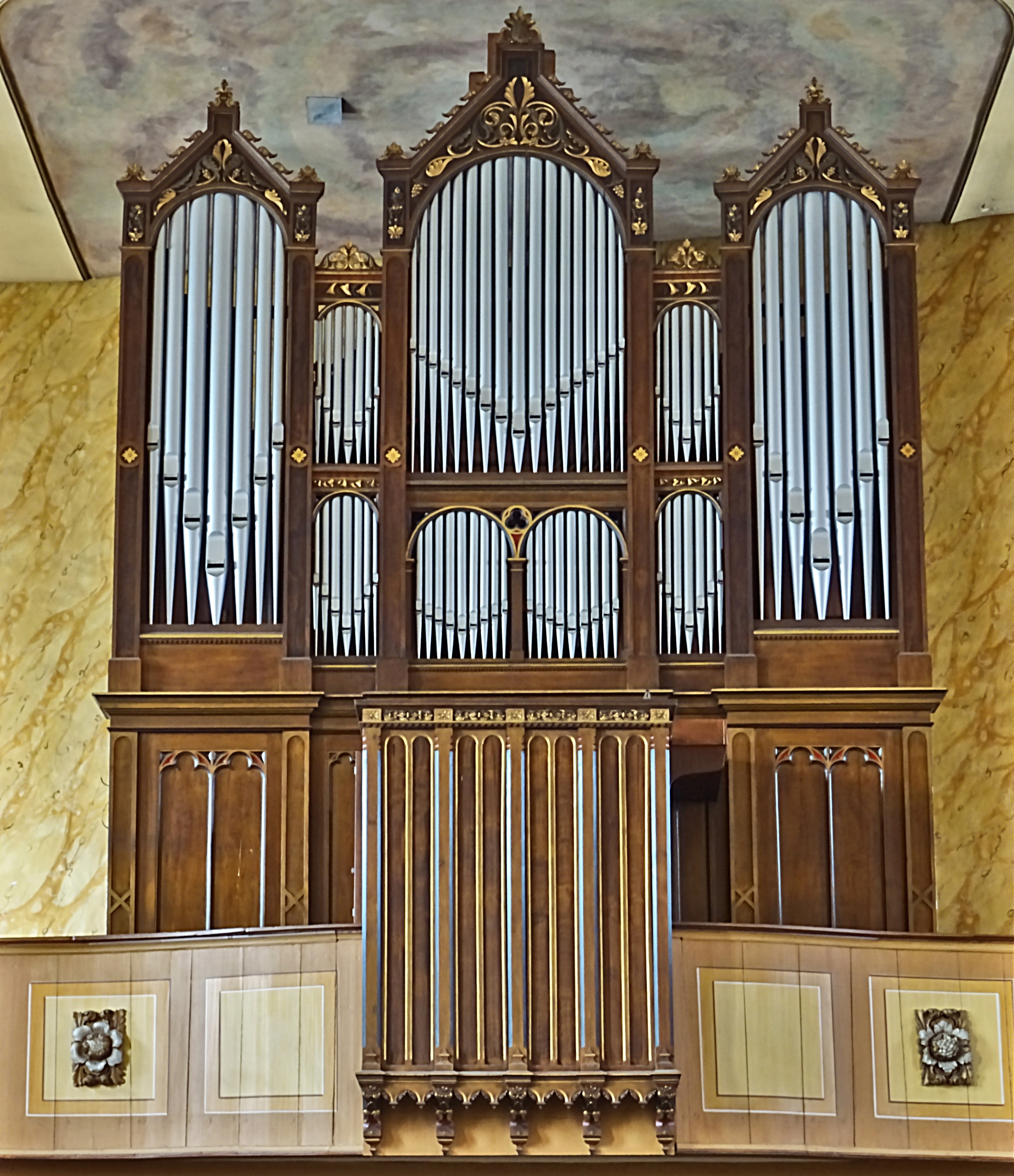
Die Louis-Krell-Orgel von 1882 in der Kirche St. Peter und Paul

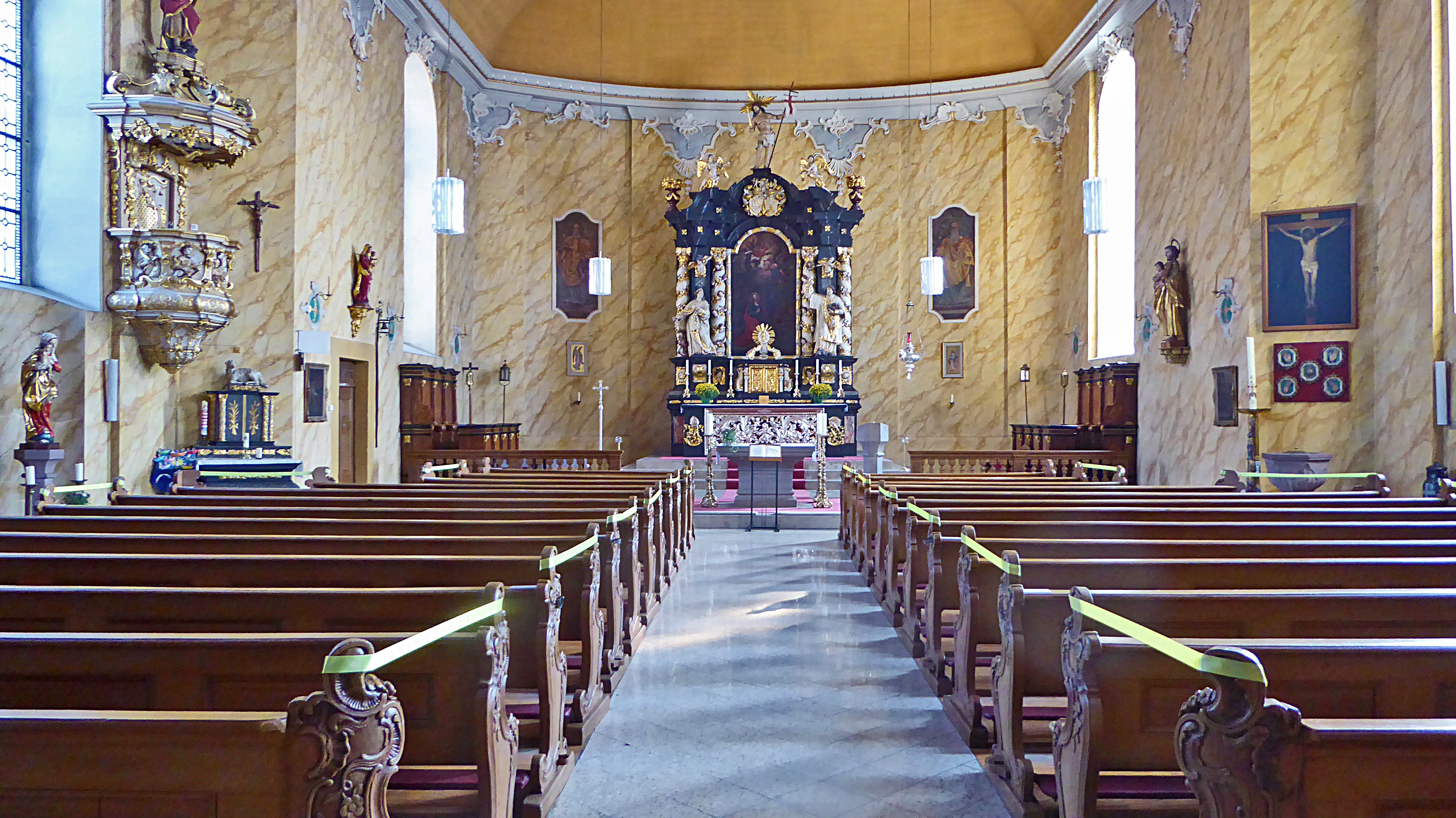
Innenansicht der Peter-Paul-Kirche

Die katholische Kirche Sankt Peter und Paul in Lindau zählt zu den prächtigsten Kirchen des Untereichsfeldes. Der Turm des barocken Gotteshauses stammt aus dem Jahre 1523. Die Grundsteinlegung für die Kirche, wie man sie heute kennt, fand am 17. Oktober 1755 durch den Duderstädter Kommissarius Huth statt. Nach zehn Jahren jedoch stürzte das Kirchenschiff ein, da das Kirchengewölbe zu schwer für die Mauern war. Bauarbeiter hatten – als sie das Dach der Kirche 1765 vorsorglich abtragen sollten – zu viel Holz auf das Gerüst gelegt. Beim Einsturz kamen zwei Arbeiter ums Leben. Das Gotteshaus wurde zwischen 1765 und 1771 neu errichtet, was der Kirche eine Schuldenlast von 3800 Talern einbrachte.
Unter dem Chorpflaster befindet sich eine gewölbte Gruft für das adelige Geschlecht von Walthausen. Darin liegt der kurbraunschweigische General-Leutnant und Kommandant zu Göttingen Georg von Walthausen, der in Göttingen am 14. November 1776 gestorben und am 20. November in der Kirche beigesetzt worden ist. Neben ihm ruht seine Gemahlin Ludovica von Walthausen, gestorben am 1. Mai 1795 und am 5. Mai ebenfalls in der Gruft beigesetzt. Beide hätten, wie Johann Vinzenz Wolf in seiner Chronik über Lindau schreibt, viel Gutes für die Kirche getan.
Umfangreiche Renovierungsmaßnahmen fanden zuletzt zwischen 1977 und 1982 statt.
Der verschieferte Westturm ist schon von weitem sichtbar und eines der Wahrzeichen des Eichsfeldortes. Das Altarretabel (1700) stammt aus Basilika St. Godehard (Hildesheim). Das Chorgestühl entstand im 18. Jahrhundert und wurde 1982 aus der St.-Jakobus-Kirche in Goslar übernommen. Eine Besonderheit stellt der ebenfalls aus dem 18. Jahrhundert stammende Kreuzweg dar; er stammt aus dem ehemaligen Zisterzienserinnenkloster Teistungenburg. Die Orgel stammt aus dem Jahre 1882 und wurde von Louis Krell hergestellt. 1984 wurde sie von der Orgelbauwerkstatt Gebr. Krell aus Duderstadt unter der Leitung von Werner Krell, dem Urenkel von Louis Krell, restauriert.
1956 bekam die Lindauer Kirchengemeinde mit der Herz-Jesu-Kirche eine Filialkirche in Katlenburg, die jedoch 2006 zur Kirchengemeinde in Northeim wechselte und 2009 profaniert wurde.
Seit dem 1. November 2014 gehört die Lindauer Kirche zur Pfarrei „St. Kosmas und Damian“ in Bilshausen.

### Evangelische Kreuzkirche

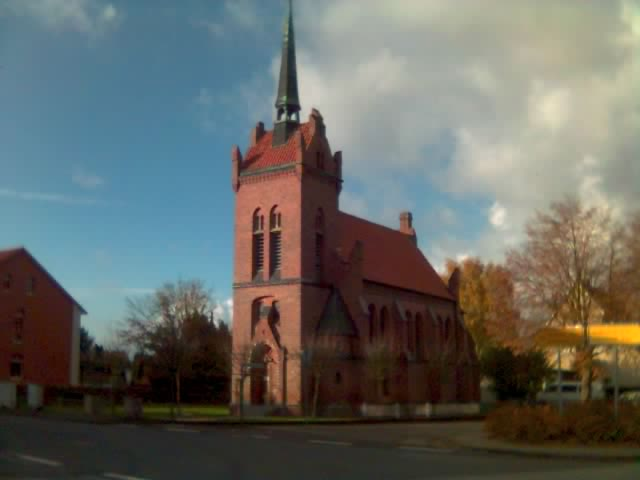
Kreuzkirche

Die evangelische Kreuzkirche wurde vom 22. April 1894 bis zu seiner feierlichen Einweihung am 4. August 1895 unter der Leitung des Architekten Conrad Wilhelm Hase gebaut. Die Kirche liegt heute direkt an der Bundesstraße 247.
Es handelt sich bei diesem Bauwerk um eine einschiffige neugotische Saalkirche aus Backstein. Sie besitzt einen vorstehenden Fassadenturm, dessen Giebeldach mit einem spitzen Dachreiter bekrönt ist. Im Kirchenraum befindet sich eine eingewölbte polygonale Altarnische mit für das 19. Jahrhundert typischer figurengefüllter Predella und Kruzifix. Die beiden Kirchenglocken wurden bei der Hildesheimer Firma J.J. Radler zu Beginn des Jahres 1895 in Auftrag gegeben und auf die Töne h und dis in der ein- und zweigestrichenen Oktav abgestimmt. Die Metallmischung der Glocken besteht aus Kupfer und Zinn.
1994 ist es bei der letzten Renovierung gelungen, die Kirche in ihren ursprünglichen Innenraumzustand zu bringen. So ist die Gestaltung aus naturbelassenem Holz, verklinkerten Öffnungslaibungen sowie bemalten Wand- und Dachflächen wieder zum Vorschein gekommen.
Die Kreuzkirche gehört der Landeskirche Hannover und von 1960 bis 2013 dem Kirchenkreis Herzberg an, nun dem Kirchenkreis Harzer Land.

### Kriegerdenkmal

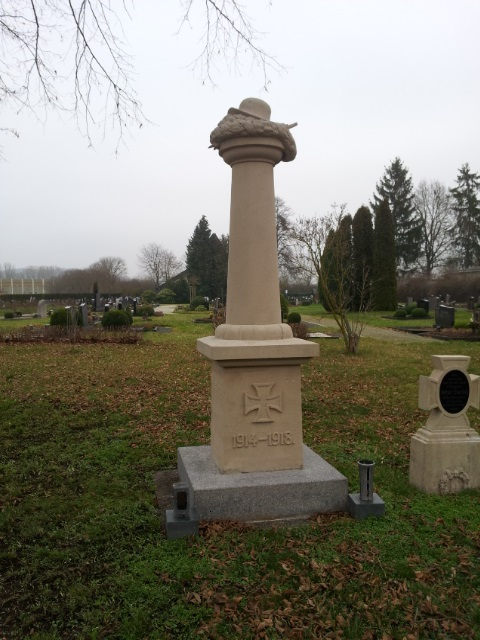
Kriegerdenkmal

Um die im Ersten Weltkrieg gefallenen Soldaten aus Lindau zu ehren, entschloss man sich 1920 ein Kriegerdenkmal zu errichten.
Die Realisierung dieses Vorhabens sollte durch Spenden ermöglicht werden. So hatte man 1920 bereits 1.292 RM gesammelt gehabt. Schon im März 1923 hatte man durch Spenden von Vereinen und Firmen bereits 797.829 RM zusammen. Doch die massive Inflation des Krisenjahres 1923 hatte das Geld schon bald wertlos gemacht, so dass im August bereits 10 bis 12.000.000 RM für den Bau vonnöten gewesen wären. Aus diesem Grunde ließ man die Pläne zunächst fallen.
Um den Bau dennoch stattfinden zu lassen, entwarf der Künstler Georg Greve eine Postkarte, die einen Entwurf des Denkmals zeigte. Aus dem Erlös wurde es dann unter anderem möglich, das Projekt dennoch realisieren zu können. So wurde das Kriegerdenkmal 1924 neben der alten Schule an der heutigen Bundesstraße errichtet.
Heute befindet sich das Denkmal auf dem Lindauer Friedhof.

### Mordmühle

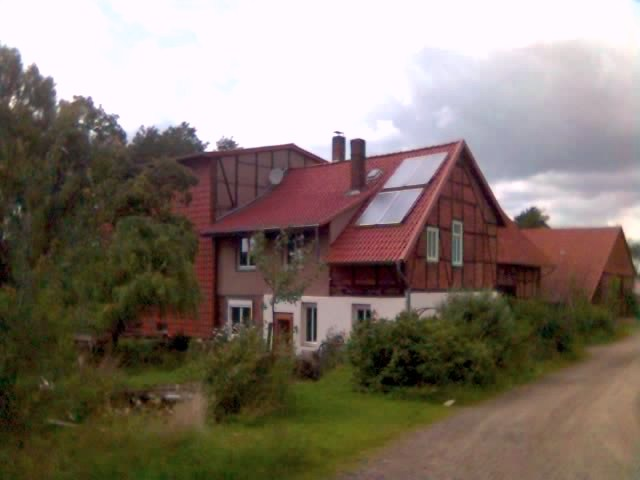
Mordmühle

Zwischen Lindau und Gillersheim befindet sich die sagenumwobene Mordmühle. Einer alten Sage zufolge soll es hier einst zu einem Blutbad an Räubern gekommen sein, die von einer Müllersmagd, die die Mühle während der Abwesenheit der Müllersleute bewachen sollte, niedergestreckt wurden. Daher stammt ihr außergewöhnlicher Name.
Die Mühle, die sich etwa 500 Meter vom Lindauer Ortsrand entfernt befindet, besitzt ein charakteristisches Mühlengehöft, das aus einem Wohnhaus und den Wirtschaftsgebäuden besteht. Die über 80 Jahre alte Mühlenbetriebsanlage ist noch heute voll funktionsfähig und bekommt ihr Wasser von einem kleinen Mühlgraben.
Die Mordmühle ist in verschiedenen Zeitepochen entstanden, was durch die verschiedenen Bauelemente ersichtlich wird. Oft musste die Mühle neu aufgebaut werden, wie z. B. nachdem im Dreißigjährigen Krieg Tilly’sche Truppen die Mühle zerstört hatten.
Lange Zeit war die Zukunft der Mordmühle ungewiss. Da sie zu zerfallen drohte, wurde der Verein „Freunde der Mordmühle e. V.“ gegründet, der sich maßgeblich für den Fortbestand der Mühle einsetzte. So gelang es dem Verein einen neuen Besitzer für die Mühle ausfindig zu machen und den historischen Mühlengraben, dem die Zuschüttung drohte, wieder in Stand zu setzen.
Heute ist die Mühle Schauplatz des alljährlichen Deutschen Mühlentages. Am Mühlentag 2005 wurde ein Theaterstück des damaligen Vereinsvorsitzenden Rudolf Brodhun aufgeführt. Die historische Mordmühlensage wurde an den „Originalschauplätzen“ aufgeführt.
Die Mordmühle steht heute unter Denkmalschutz.

### Amtshaus (abgerissen)

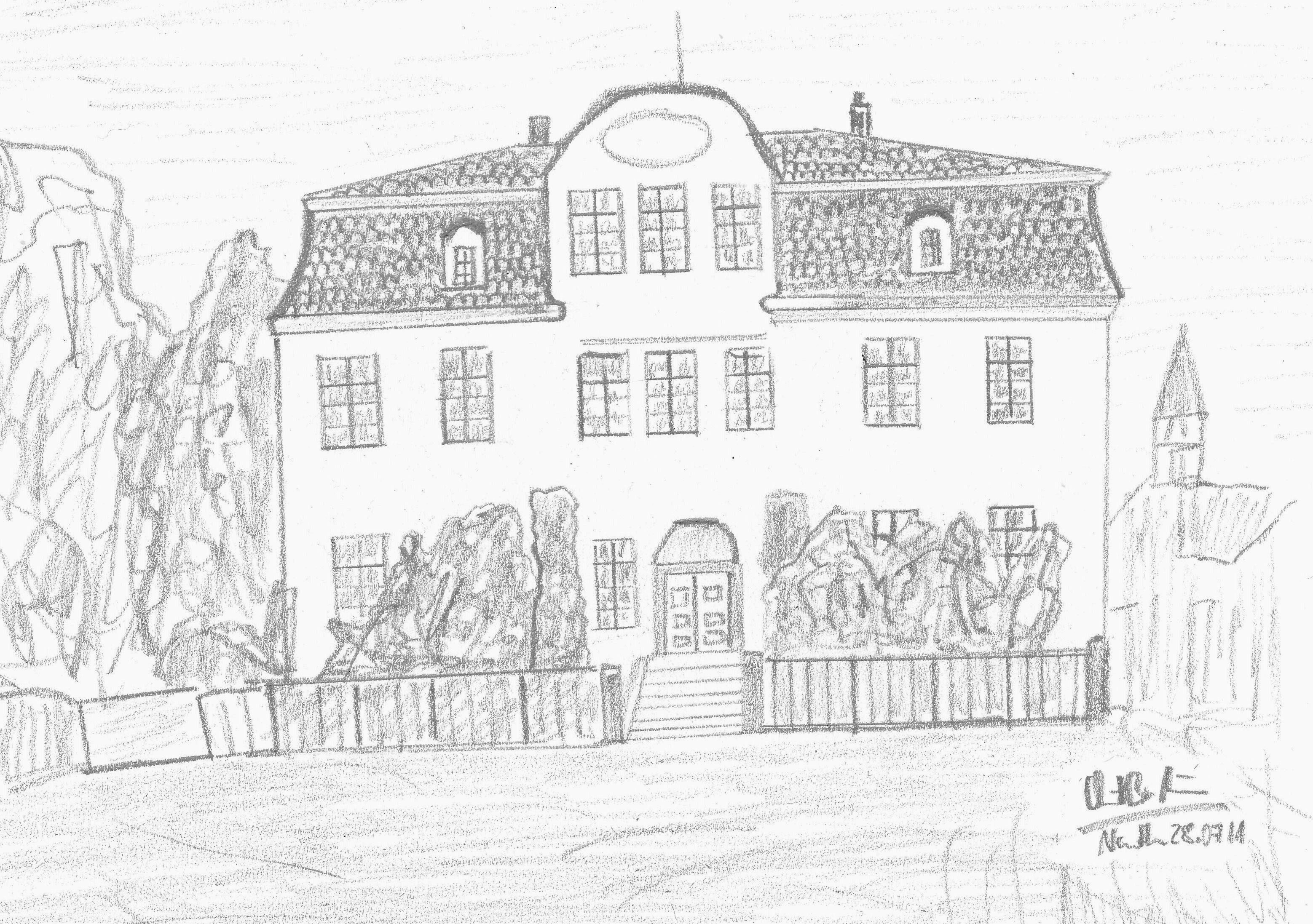
Moderne Zeichnung des Amtshauses

Zwar wurde das Mushaus 1664 renoviert, doch entsprach es im 18. Jahrhundert nicht mehr den Ansprüchen an den Sitz einer Amtsverwaltung. Daher wurde in unmittelbarer Nähe ein neues Amtshaus errichtet, das Sitz des mainzischen Amtes Lindau wurde. Der Bau des Gebäudes wurde, wie sich über dem unter Denkmalschutz stehenden und sich in der Lindauer Haupt- und Realschule befindlichen Torbogen der ehemaligen prächtigen Tür erkennen lässt, 1741 vollendet. Bei dem Bauherrn handelte es sich um Philipp Karl, den 74. Mainzer Kurfürst, der Landesherr des Eichsfeldes und damit auch von Lindau war.
Bis 1859 blieb dieses Gebäude Sitz des Amtes und des Amtsgerichtes Lindau. Als es diese Funktion im Zuge einer Verwaltungsreform verloren hatte, wurde es ab 1872 zum Wohnhaus der Familie Grewe, nachdem es einige Jahre leer gestanden hatte. Anfang der 1970er Jahre wurde keine weitere Verwendung für das inzwischen baufällige Amtshaus gefunden, während in Katlenburg zur selben Zeit ein neues Gebäude für die Gemeindeverwaltung erworben wurde. 1974 wurde dieses schöne barocke Gebäude, wenige Tage bevor es unter Denkmalschutz gestellt werden sollte, abgerissen. Erhalten geblieben ist lediglich das Portal.

### Brauhaus (abgerissen)

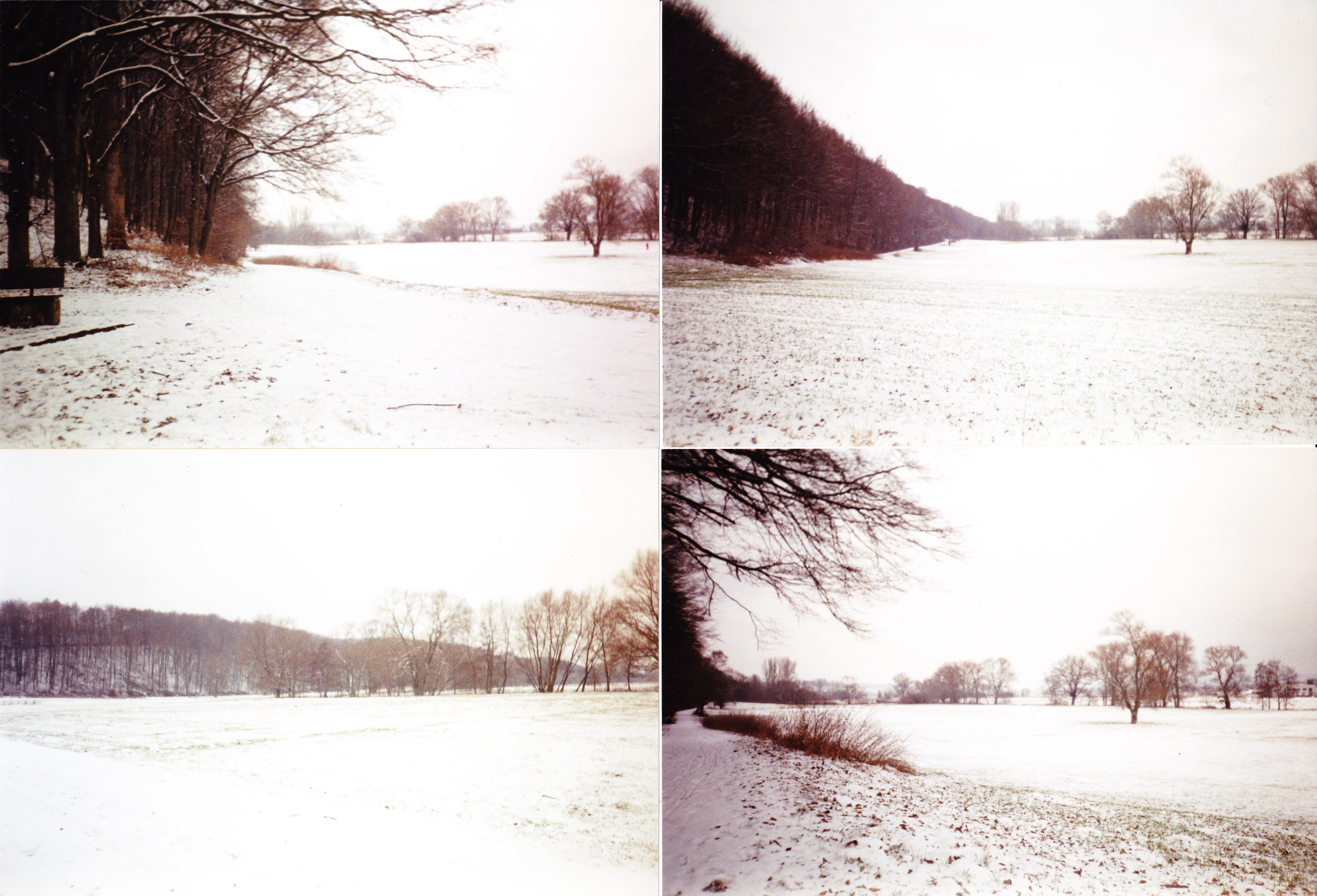
Der Hopfenberg: Hier wurde der Hopfen für das Lindauer Bier angebaut

In der Nähe des Lindauer Marktplatzes, neben dem Feuerwehrhaus, befand sich das ehemalige Brauhaus.
Seit dem Mittelalter hatte Lindau wie Gieboldehausen und Duderstadt das Recht besessen, eigenes Bier zu brauen. Im Jahre 1683 bekam der Marktflecken zudem die Erlaubnis es auch in umliegenden Ortschaften zu verkaufen. Den Hopfen zum Bierbrauen hatte man selber angebaut. Der Name „Hopfenberg“, den ein Berg etwas außerhalb des Ortes trägt, erinnert noch an diese Tradition. Ab dem 19. Jahrhundert verlor die Brauerei jedoch zunehmend an Bedeutung und wurde etwa um 1850 eingestellt.
Im 19. Jahrhundert war das hier besagte Gebäude Ort der Lindauer Brauerei. Bis vor Kurzem war dieses Haus (Marktstraße 8) noch als Wohngebäude benutzt worden. Am 30. Oktober 2007 wurde dieses historische Fachwerkhaus abgerissen.

### Vereine

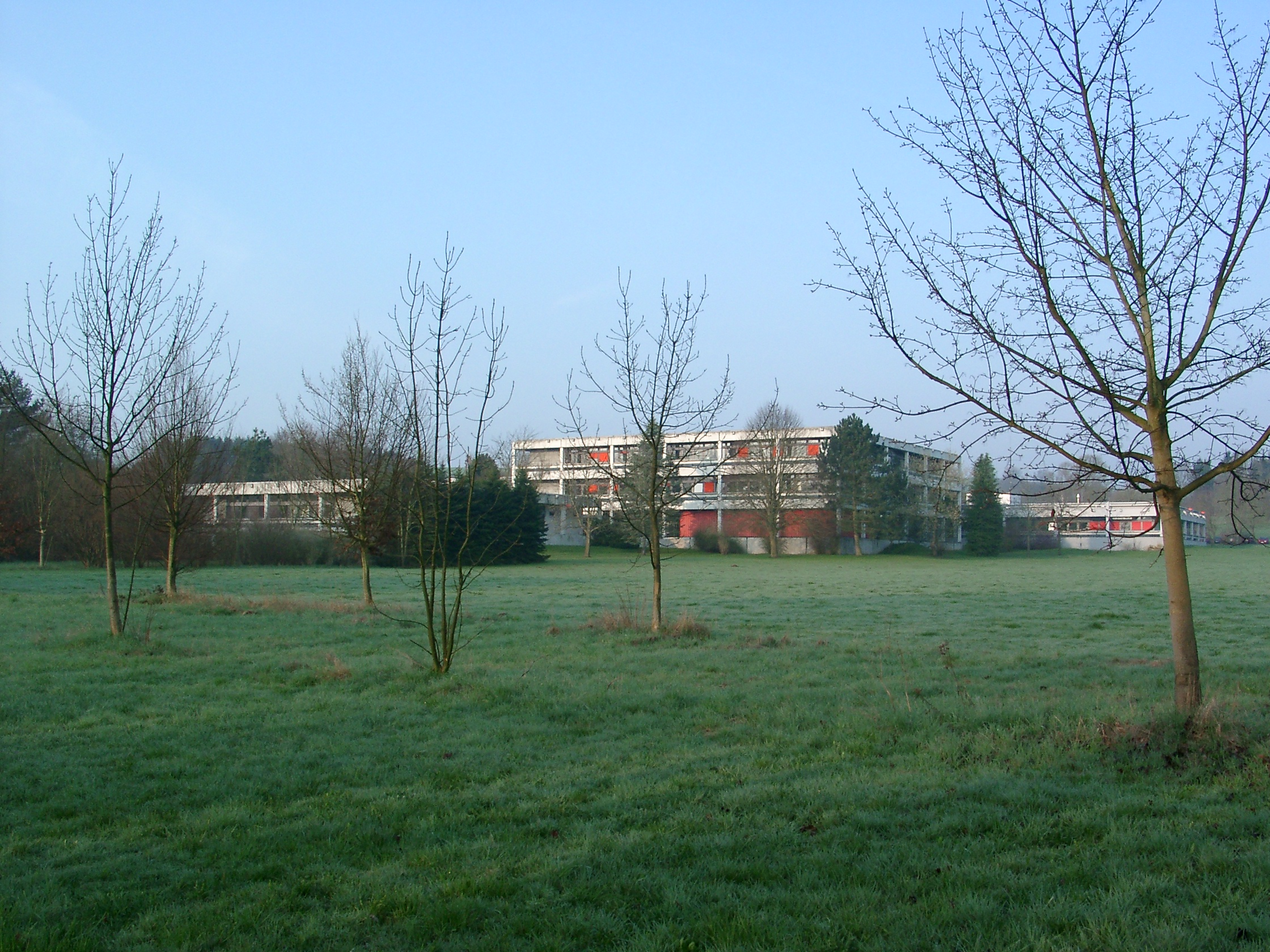
Max-Planck-Institut Lindau (MPS)

Die Ortschaft Lindau besitzt recht viele Vereine, die teilweise schon auf eine lange Geschichte zurückblicken können, wie zum Beispiel die Schützengesellschaft Lindau von 1438, der Männergesangverein Concordia Lindau von 1849 oder der Fanfarenzug Lindau von 1953.

## Wirtschaft
In Lindau ansässig war von 1946 bis 2014 das Max-Planck-Institut für Sonnensystemforschung (MPS). 2014 siedelte es nach Göttingen um.
Seit 2017 ist Lindau Sitz eines buddhistische LiuZu-Zentrums. Künftig soll es die Deutschland- und Europa-Zentrale des Hubei LiuZu Culture Transmit werden. Es befindet sich in den Räumlichkeiten des ehemaligen MPS.

## Personen

### Ehrenbürger
- Igna Maria Jünemann (Schriftstellerin), 1964
- Walter Dieminger (Wissenschaftler), 1975

### In Lindau geboren
- Christian Liebrecht (* 25. Januar 1703; † 1793), Professor der Theologie und Moral an der Universität Bamberg[19]
- Johann Heinrich Pabst (1785–1838), deutsch-österreichischer Philosoph und Mediziner
- Georg Greve (1876–1963), Maler des Impressionismus
- Franz Mueller-Darß (1890–1976), Forstmeister und Standartenführer der Waffen-SS im Stab Heinrich Himmlers
- Wilfried Gleitze (* 8. September 1944; † 21. November 2019 in Münster), Jurist, Erster Direktor der Deutschen Rentenversicherung Westfalen (1987–2009), Vizepräsident des Bundesversicherungsamtes (1981–1987)[20]

### Personen, die mit Lindau in Verbindung stehen
- Adolf Dörge (1938–2012), Mediziner und Hochschullehrer für Physiologie
- Margrit Poremba (* 18. Juli 1955; † 1. November 2015), Musikdramaturgin[21]